# Klete Keller
Klete Keller (ur. 21 marca 1982 w Phoenix w stanie Arizona) – amerykański pływak, mistrz olimpijski, mistrz świata, złoty medalista mistrzostw świata na basenie 25-metrowym.
Zdobył brązowy medal na Letnich Igrzyskach Olimpijskich w Atenach na 400 m stylem dowolnym i złoty w sztafecie 4 x 200 m stylem dowolnym. Trzykrotny medalista mistrzostw świata na krótkim basenie w 2002 roku w Moskwie.